# Crock of Gold: a few rounds with Shane MacGowan
Crock of Gold: a few rounds with Shane MacGowan és una pel·lícula documental del 2020 dirigida per Julien Temple sobre el cantant irlandès Shane MacGowan (1957-2023), el llegendari líder de The Pogues. Va guanyar el Premi especial del jurat al Festival Internacional de Cinema de Sant Sebastià 2020.

## Argument
Utilitzant imatges d'arxiu, entrevistes i animacions inèdites, el cineasta Julien Temple explica les etapes de la carrera artística de Shane MacGowan. A la pel·lícula, MacGowan repassa els esdeveniments de la seva existència, marcats per l'exili a Londres, una vida d'excessos i els problemes de salut mental.
El focus es centra especialment en els anys 1980, en què MacGowan va crear un estil propi amb The Pogues, una barreja de música celta i folk punk. Entre els entrevistats hi figura el polític irlandès Gerry Adams, el seu amic Johnny Depp i alguns familiars.